# Wiatrak holenderski w Palczewie
Wiatrak holenderski w Palczewie – zabytkowy drewniano–murowany wiatrak holenderski znajdujący się w Palczewie, zbudowany w 1800.
Jest to obecnie jedyny zachowany na Żuławach wiatrak przemiałowy typu „holender”. W 1956 obiekt wpisano do rejestru zabytków.

## Opis
Zbudowany został na przełomie XVIII i XIX w. we wschodniej części wsi Palczewo jako młyn wiatrowy do mielenia zboża. Już przed drugą wojną światową został uznany za zabytek techniki. Po wojnie znacjonalizowany, był użytkowany do 1958. W latach 1960. został przekazany w prywatne ręce, bo gmina nie miała pieniędzy na remont. Wiatrak był przez ten czas stopniowo odrestaurowywany, głównie zabezpieczany od zewnątrz. Został m.in. uzupełniony i zakonserwowany drewniany gont, którym pokryta jest wieża. Nikt nie podjął się odrestaurowania skrzydeł. W listopadzie 2015 został wystawiony na sprzedaż. Obecnie obiekt jest atrakcją turystyczną i świadectwem „wiatrakowej” przeszłości Żuław Wiślanych.
Budowla wzniesiona została na wale ziemnym z charakterystycznym przejazdem pod budynkiem. Wiatrak jest typu holenderskiego (budynek jest stały i mocno posadowiony, a obraca się jedynie dach). Posiada konstrukcję drewniano-ceglaną. Dolna część korpusu oparta na planie regularnego ośmioboku zbudowana z cegły. Powyżej drewniane ściany konstrukcji szkieletowej. Zwężająca się ku górze wieża budowli składa się z pięciu kondygnacji i poddasza. Pomiędzy murowanymi a drewnianymi ścianami galeryjka ułatwiająca kiedyś młynarzowi pracę przy skrzydłach. Drewniane ściany i obły dach kryte gontem. Jedna para skrzydeł pracowała w systemie żaglowo–płachtowym, a druga w systemie żaluzjowym, w którym młynarz mógł dokonywać regulacji wypełnienia skrzydła z wnętrza budynku. Na dachu wiatraka zamontowana była turbinka wiatrowa, która za pomocą drewnianych przekładni zębatych samoczynnie regulowała ustawienie czapy i dużych skrzydeł w stosunku do zmian kierunku wiatru.
W środku zachowały się elementy oryginalnego wyposażenia młynarskiego, zlokalizowane na sześciu kondygnacjach. W przejezdnym parterze o powierzchni 93 m² znajdowały się pomieszczenia magazynowe. Jednoprzestrzenne wnętrza każdej kondygnacji mają następujące powierzchnie: I piętro – 75, II piętro – 62, III piętro – 46, IV piętro – 36, V piętro – 36 m².

## Galeria

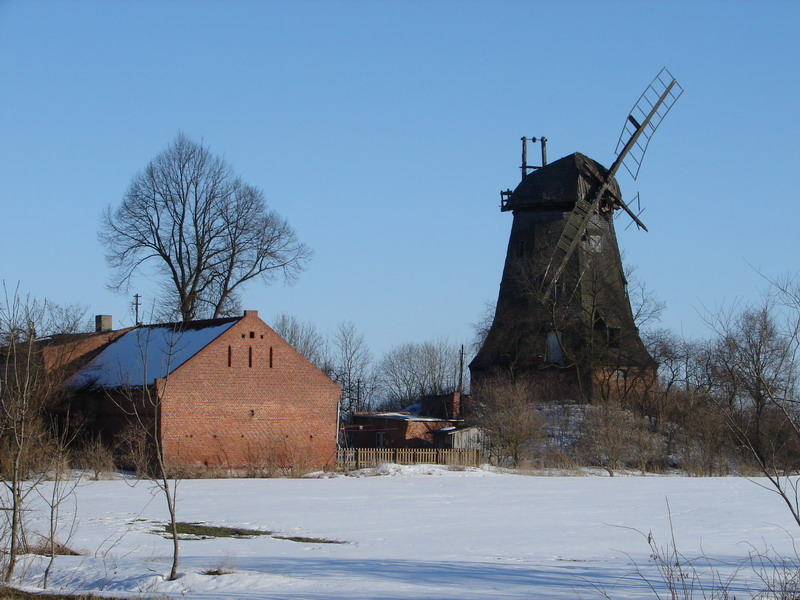
Widok ogólny
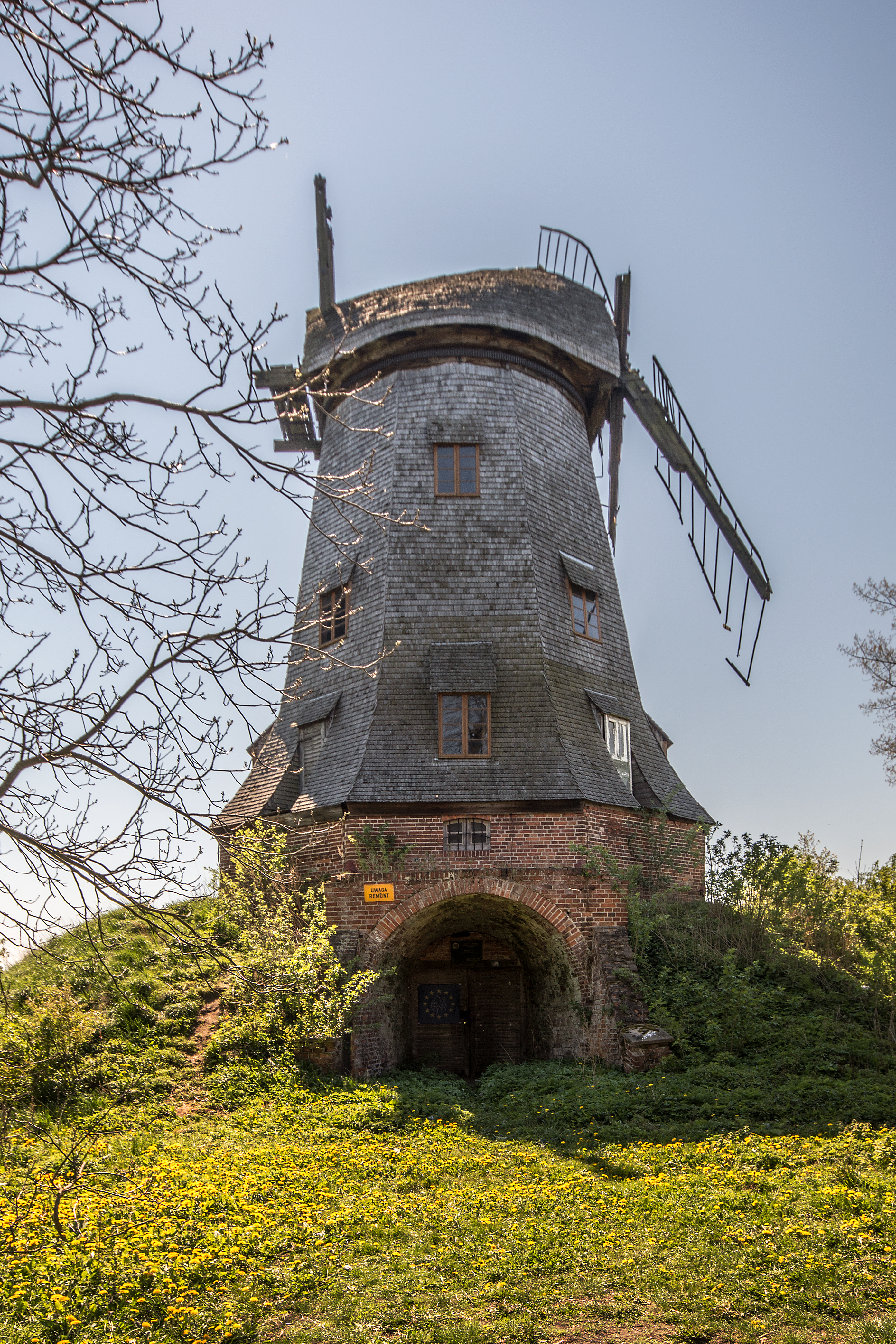
Elewacja frontowa
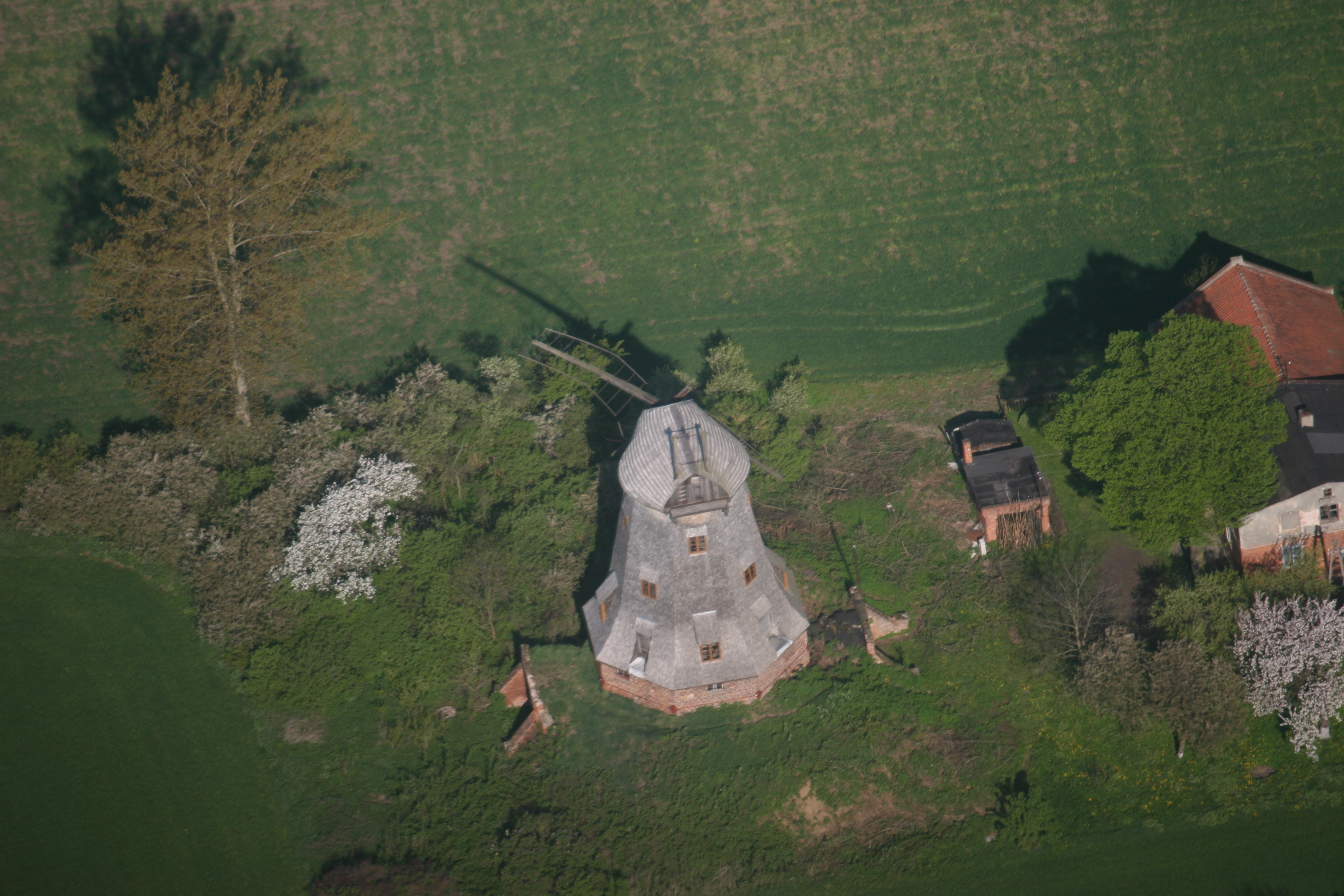
Widok z lotu ptaka
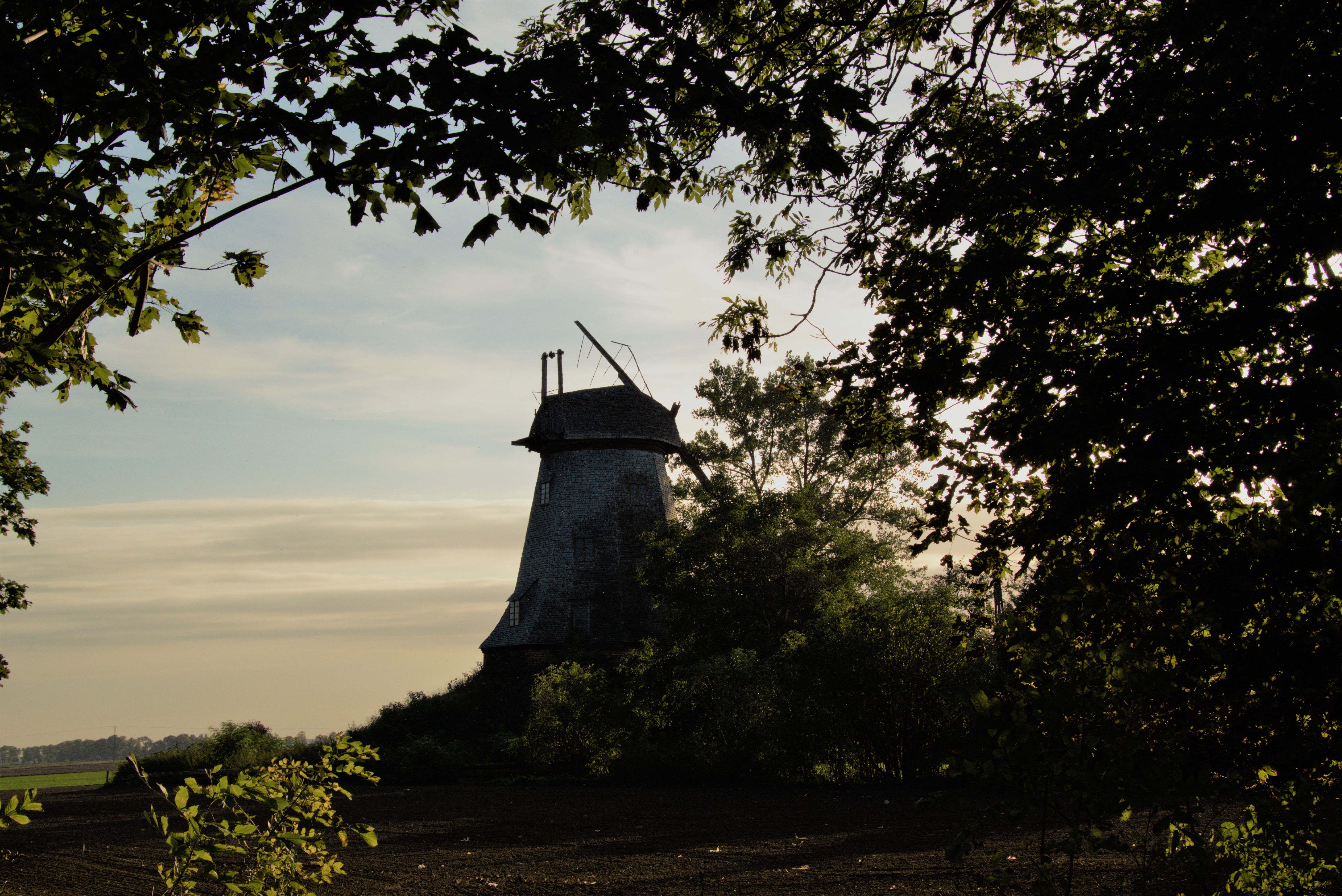
Widok z oddali
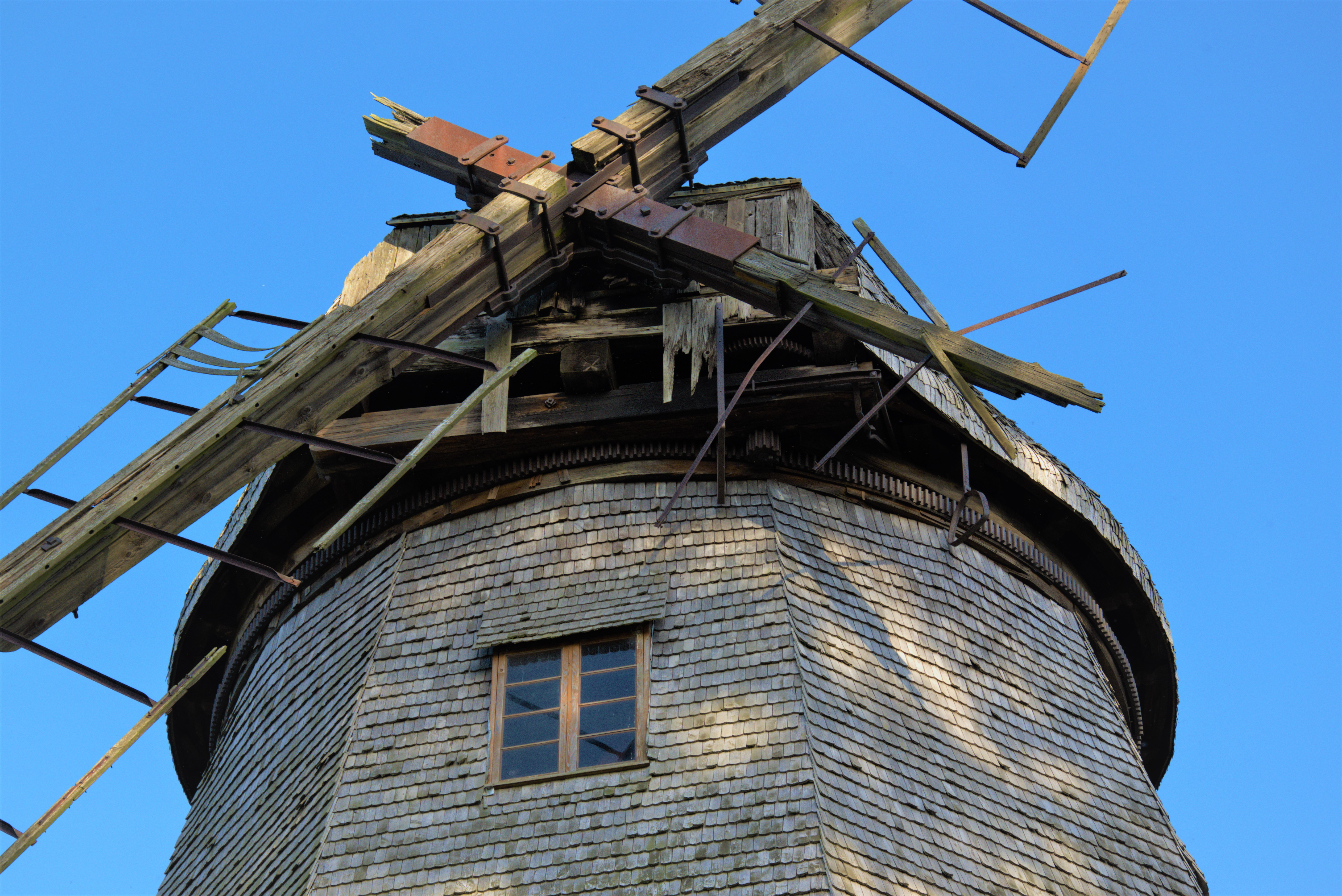
Widok na elementy techniczne